# Тамим бин Хамад ал-Тани
Тамим бин Халифа бин Хамад ал-Тани (на арабски: تميم بن حمد بن خليفة آل ثاني) е емир на Катар, управляващ от 25 юни 2013 година.
Роден е на 3 юни 1980 година в Доха като четвърти син на престолонаследника Хамад бин Халифа ал-Тани от втората му съпруга Моза бинт Насер ал-Миснед. В младежките си години учи в Англия, където през 1998 година завършва Кралската военна академия – Сандхърст. През 2003 година е обявен за престолонаследник, с абдикацията на баща му през 2013 година става емир на Катар. Полага усилия за повишаване на международния авторитет на страната, включително с купуването на френския футболен отбор „Пари-Сен Жермен“ и организирането на Световното първенство по футбол през 2022 година. Сближаването му с Турция, връзките с организацията „Мюсюлманско братство“ и размразяването на отношенията с Иран го въвличат в конфликт със Саудитска Арабия, Обединените арабски емирства, Египет и Бахрейн, кулминирал с Катарската дипломатическа криза от 2017 – 2019 година.